# Coleophora algeriensis
Coleophora algeriensis là một loài bướm đêm thuộc họ Coleophoridae. Nó được tìm thấy ở Tây Ban Nha, Bồ Đào Nha, Sicilia và Bắc Phi.
Ấu trùng ăn Suaeda species, bao gồm Suaeda maritima. It is not known whether this species là một leafminer, or feeds on the fruits of their host.